# Ion Popescu-Pasărea
Ion Popescu-Pasărea (n. 6 august 1871, Pasărea, Ilfov - d. 10 aprilie 1943, București) a fost un compozitor-psalt și profesor de seminar (nehirotonit).
Este considerat a fi cel mai important compozitor și pedagog român de muzică psaltică.

## Biografie
A studiat la Seminarul “Nifon" din București (1883 - 1890), Conservatorul din București (1890 - 1893), cu Gh. Brătianu, Ed. Wachmann s.a.; mai târziu la Facultățile de Litere și Drept din București. A fost profesor de muzică psaltică la Seminarile “Nifon" și “Central" (1893 - 1939), la Conservatorul de Muzică (1905 - 1912), la Academia de Muzică Religioasă (1928 - 1930 si 1932 - 1941) și profesor de muzică la câteva licee particulare, toate în București; a fost concomitent cântăreț de strană la câteva biserici din Capitală (“Sf. Dumitru", “Sf. Spiridon", “Sf. Gheorghe-Vechi" și “Kalinderu").  A fondat și a condus câteva societăți muzicale: “Macarie", “Cucuzel” și “Asociația Generală a Cântâreților Bisericești din România"; a redactat revistele muzicale “Cultura" (1911 - 1941) și “Cultura stranei" (1919).  A format numeroși compozitori, muzicologi și psalți (George Breazul, I. D. Petrescu-Visarion, Nicolae Lungu, Gh. Folescu ș.a.). A adus contribuții importante la cercetarea și valorificarea tezaurului psaltic aflat în opera mai multor protopsalți. A publicat colecții și culegeri de cântece, muzică bisericească psaltică, lucrări didactice, studii de muzicologie ș.a.

## Colecții de cântece
- Colecțiune de imnuri școlare compuse și scrise pe notațiunea muzicii orientale... cu un adaos după diferiți alți autori, București, 1900 (în colaborare cu Ștefan Popescu);
- Colecțiune de cântările Sfintei Liturghii scrise pe notație psaltică, București, 1919;
- Colecțiune de cântări bisericești alese, imnuri școlare și cântări populare, București, 1921;
- Repertor coral al Societății Învățătorilor Ilfoveni, București, 1923;
- Colecțiune de cântări bisericești alese, București, 1925:
- Cântările Sf. Liturghii întocmite pentru școală și popor, Craiova, 1927 (în colaborare cu G. Comana și G. Breazul);
- Culegere de cântări bisericești ce se cântă de către preoți.... București, 1940.

## Muzică psaltică
- Slujba Sf. Spiridon (Vecernia și Utrenia), București, 1895;
- Cântările Sf. Liturghii, scrise pentru cursurile sătești după melodii bisericești tradiționale, București, 1908;
- Cântări bisericești patriotice și populare, București, 1915;
- Prohodul Domnului nostru Iisus Hristos..., București, 1920;
- Cântările utreniilor de duminică pe cele opt glasuri, București, 1922;
- Cântările Sfintei Liturghii scrise pe muzică bisericească și armonizată pe două voci, București, 1923 (o ed. în 1928);
- Cântările Nașterii Domnului (Crăciunului) și Cântările Sf. Trei Ierarhi (30 ianuarie), București, 1924;
- Penticostarul, cuprinzând cântările Sf.  Paști, precum și slavele principale ale duminicilor din Penticostar, București, 1924;
- Podobiile celor opt glasuri scrise după Anton Pann.
- Troparele învierii.  Troparele și condacele sfinților și praznicelor, București, 1925,
- Liturghierul de strană, București, 1925;
- Cântările Triodului după muzică bisericească orientală, precum se cânta în Biserica ortodoxă română, București, 1925;
- Catavasierul, București, 1927,
- Cântările utreniilor de duminică pe cele opt glasuri scrise după Macarie Ieromonahul și Ștefanache Popescu, București, 1928,
- Noul Ideomelar, București, 1933;
- Cântările Sfintelor Paști, precum se întrebuințează în Vechiul Regat, scrise pe muzică psaltică, București, 1936 etc.

## Alte lucrări
- Principii de muzică bisericească orientală, București, 1897, 60 p. (alte ediții în 1923,1939 și 1942);
- Autoritatea lucrului judecat în dreptul roman și civil român.  Teză pentru licență, București, 1904,52 p.
- Felurite prelucrări de muzică corală pe una, două și trei voci egale,
- Studii de muzicologie în revistele: “Cultura", “Izvorașul" de la Bistrița-Mehedinți, etc.